# 훌리오 마리아 상기네티
훌리오 마리아 상기네티 코이롤로(스페인어: Julio María Sanguinetti Coirolo, 1936년 1월 6일 ~ )는 우루과이의 언론인이자 정치인으로, 35대와 37대 대통령직을 맡았다.

## 경력
1963년 첫 당선. 호르헤 파체코 아레코 정권 당시 산업통상부 장관으로 지냈다. 1972년 출범한 후안 마리아 보르다베리 정권 하에서 교육문화부 장관을 지냈다. 그러나 1973년 출범한 군사 정권에 의해 모든 권한을 박탈당하고 급기야는 정계에서 강제 퇴출된다. 1981년 정계로 다시 돌아가면서 상기네티는 군사 정권과 민정 이관에 대한 협상을 이끌었다. 협상은 1984년 8월 3일 합의에 이르렀다.

## 현재의 활동
현재는 마드리드 클럽의 멤버 중 하나로서 일하고 있다.